# Папа Пије VI
Папа Пије VI (лат. Pius Sextus; Чезена, Папска држава, 25. децембар 1717. – Валанс, Француска Република, 29. август 1799), световно име Ђовани Анђело Браски (итал. Giovanni Angelo Braschi) је био 250. папа од 15. фебруара 1775. до 29. августа 1799.